# Guerech
Guerech van Bretagne (overleden in 988) was van 981 tot aan zijn dood hertog van Bretagne en graaf van Nantes. Hij behoorde tot het huis Nantes.

## Levensloop
Guerech was de tweede onwettige zoon van hertog Alan II van Bretagne uit diens buitenechtelijke relatie met Judith. 
In 981 werd hij benoemd tot bisschop van Nantes, hoewel hij waarschijnlijk niet tot priester was gewijd. Guerech vervulde deze functie slechts tijdelijk, aangezien hij later dat jaar zijn broer Hoël I opvolgde als hertog van Bretagne en graaf van Nantes.
Hij zette de oorlog met graaf Conan I van Rennes voort, die onder de regering van zijn broer was begonnen. In 982 ondertekende Guerech een verdrag met hertog Willem VI van Aquitanië, die zijn heerschappij bevestigde over zijn gebieden ten zuiden van de Loire, die zijn vader in 942 had verworven. Toen hij later dat jaar een bezoek bracht aan het hof van graaf Godfried I van Anjou, werd Guerech gevangengenomen. Hij werd vrijgelaten nadat hij Godfried had erkend als zijn leenheer. 
Guerech stierf in 988 en werd bijgezet in de Abdij van Redon. Volgens de Kroniek van Nantes werd hij vergiftigd door zijn lijfarts, die in opdracht van Conan I van Rennes handelde. Volgens de kroniek vreesde Conan dat Anjou en het huis Nantes zich tegen hem zouden verenigen.

## Huwelijk en nakomelingen
Hij was gehuwd met Aremburga van Ancenis. Ze kregen een zoon Alan (overleden in 990), die Guerech opvolgde als graaf van Nantes en hertog van Bretagne.